# Soleil Premium Outlet
Soleil (anteriormente Soleil Factory) es un centro comercial ubicado en el barrio de Boulogne, partido de San Isidro, provincia de Buenos Aires, inaugurado el 16 de octubre de 1987. Es el segundo "shopping" que abrió sus puertas en la Argentina, tras el Shopping Sur. Actualmente ofrece productos "outlet", un amplio patio de comidas y un complejo de cines con nueve salas tradicionales y una sala 3D. Además, cuenta con un hipermercado dentro de sus instalaciones.
A partir del 1 de julio de 2010 comenzó un proceso de cambio a través del cual Soleil fue transformado en un nuevo concepto de centro comercial para Argentina,  convirtiéndose en un Premium Outlet. 
Se encuentra ubicado, prácticamente, en la intersección de las autopistas Acceso Norte y Camino Parque del Buen Ayre.
Actualmente Soleil está ubicado en el eje de los centros comerciales sobre la Autopista Panamericana, entre Unicenter y Tortugas Open Mall.
Se estima que 500.000 personas visitan este centro comercial mensualmente. 
Soleil forma parte del grupo IRSA, junto al Abasto Shopping, Alto Palermo, Buenos Aires Design, Dot Baires Shopping, Paseo Alcorta y Patio Bullrich, más algunos del interior del país.

## Infraestructura y servicios
- Hipermercado Carrefour, con un local de 12.000 m²
- 9 salas de cine tradicional y una 3D de la cadena Cinemark, que poseen un total de 2800 butacas.
- 1 Patio de comida con amplia variedad.
- 2500 cocheras
- Cajeros automáticos.
- Playland Park (hasta el 2011 funciono un Neverland y lo cerraron)

## Características de la zona
El centro comercial se encuentra dentro del barrio de Boulogne, cerca del límite los partidos de San Fernando y Tigre y del Río Reconquista.
También se encuentra en cercanías del ingreso a la autopista Camino del Buen Ayre, lo que lo hace accesible desde la zona noroeste y oeste del Área Metropolitana.
Se encuentra a 10 minutos de Nordelta y de los Countries Camino Real, Santa Bárbara y Pacheco Golf, entre otros.

## Cómo llegar
Además de estar ubicada en uno de los ejes principales de transporte automotor y ser fácilmente accesible por coche, existen en las inmediaciones del centro comercial numerosas líneas de colectivos que recorren la zona.
Los colectivos que acercan son:
15; 21; 57; 60; 87; 194; 203; 204A; 228F; 314; 338; 365; 371; 407; y 437.
Tren:
Las estaciones Boulogne, de la línea Belgrano Norte y Bancalari, de la línea Mitre son las más cercanas.